# Seznam estonských městysů
Toto je abecední seznam estonských městysů (alev). Do seznamu jsou zařazeny městyse, které mají tento status v současnosti (stav k roku 2020), nikoli městyse minulé. Jedná se o 12 sídel. 
Další druhy sídel v Estonsku jsou města (linn), městské části (linnaosa; pouze u měst Tallin a Kohtla-Järve), městečka (alevik) a vesnice (küla). Všechny tyto sídelní celky jsou organizovány do samosprávných obcí (omavalitsus), nad kterými jsou pak kraje (maakond).

## Přehled městysů
| Městys        | Samosprávná obec | Kraj        | Populace (rok 2011) |
| ------------- | ---------------- | ----------- | ------------------- |
| Aegviidu      | Anija            | Harjumaa    | 845                 |
| Järva-Jaani   | Järva            | Järvamaa    | 999                 |
| Järvakandi    | Kehtna           | Raplamaa    | 1 394               |
| Kiili         | Kiili            | Harjumaa    | 1 497               |
| Kohila        | Kohila           | Raplamaa    | 3 346               |
| Kohtla-Nõmme  | Toila            | Ida-Virumaa | 1 032               |
| Lavassaare    | město Pärnu      | Pärnumaa    | 460                 |
| Märjamaa      | Märjamaa         | Raplamaa    | 2 821               |
| Paikuse       | město Pärnu      | Pärnumaa    | 2 375               |
| Pärnu-Jaagupi | Põhja-Pärnumaa   | Pärnumaa    | 1 306               |
| Tootsi        | Põhja-Pärnumaa   | Pärnumaa    | 744                 |
| Vändra        | Põhja-Pärnumaa   | Pärnumaa    | 2 355               |